# NCAA男子バスケットボールオールアメリカン
NCAA男子バスケットボールオールアメリカンチーム (英語: NCAA Men's Basketball All-Americans teams) は、全米大学体育協会 (NCAA) のバスケットボール選手で構成されるチームで、様々な団体から全米で最も優秀だった選手らが選ばれている。また選出された選手の多くは、世界最高のバスケットボールリーグNBAへの道に進む。

## 歴史
カレッジ・バスケットボールにおけるオールアメリカ・チームは、1929年にCollege Humorとクリスティ・ウォルシュ・シンジケートの両誌によって初めて選出された。1932年、コンバース社が毎年発行する「コンバース・バスケットボール年鑑」にオールアメリカンチームの掲載を開始し、1983年に年鑑の発行を停止するまで継続した。1936年に設立されたヘルムズ・アスレチック財団は、1905年から35年まで遡ってオールアメリカ・チームを選出し、さらに1983年まで命名を継続した。また、AP通信社は1948年にチームセレクションの選出を開始した。

## コンセンサス・チーム
1905年に創設され、現在4つの組織、AP通信 (AP)、全米バスケットボールコーチ協会 (NABC)、全米バスケットボールライター協会 (USBWA)、スポーティングニュース (SN) が投票によって個々選出している。また、4つの組織が合意によって選出するオールアメリカン・コンセンサスファーストチームとセカンドチームがある。日本人でコンセンサスチームに選出されたのは八村塁だけである。AP通信社はチーム選出の他に、優秀だった選手に選外佳作賞 (AP honorable mention) を設けいている。
投票基準は、1stチームの投票で3ポイント、2ndチームの投票で2ポイント、3rdチームの投票で1ポイントを得る。ポイントの合計で上位5選手が1stチームを構成し、続く5選手が2ndチーム、更に続く5選手が3rdチームとなる。
1905年から1928年までは、ヘルムズ・アスレチック財団選出によるオールアメリカ・チームが、その年のNCAA「公式」チームとされていた。

### コンセンサスチームの大学別選出回数
全米大学でコンセンサスチームで選出された選手が最も多い上位10校。
| 大学                                          | 選出回数 | 選出選手数 | 最新受賞者                                      |
| --------------------------------------------- | -------- | ---------- | ----------------------------------------------- |
| カンザス大学 (ジェイホークス)                 | 32       | 25         | 2023年/ジェイレン・ウィルソン                   |
| ノースカロライナ大学 (ターヒールズ)           | 28       | 19         | 2024年/RJ・デイビス                             |
| パデュー大学 (ボイラーメイカーズ)             | 28       | 19         | 2024年/ザック・イディー                         |
| ケンタッキー大学 (ワイルドキャッツ)           | 27       | 22         | 2022年/オスカー・シブエ                         |
| デューク大学 (ブルーデビルズ)                 | 24       | 21         | 2019年/R・J・バレット, ザイオン・ウィリアムソン |
| ペンシルベニア大学 (クエーカーズ)             | 24       | 14         | 1953年/アーニー・ベック                         |
| ノートルダム大学 (ファイティングアイリッシュ) | 23       | 14         | 2015年/ジェリアン・グラント                     |
| ウィスコンシン大学 (バジャーズ)               | 21       | 18         | 2015年/フランク・カミンスキー                   |
| UCLA (ブルーインズ)                           | 21       | 15         | 2017年/ロンゾ・ボール                           |
| コロンビア大学 (ライオンズ)                   | 19       | 13         | 1957年/チェット・フォルテ                       |

## アカデミック・オールアメリカンズ
アカデミック・オールアメリカは、学生アスリートを表彰するプログラムである。このプログラムは、特定シーズンにおいて学業成績およびスポーツで文武ともに優秀な選手は、「アカデミック・オールアメリカン」の称号を与えられている。CoSIDAによって、NCAAのディビジョンⅠ、ディビジョンII、ディビジョンIIIに所属する男女の選手およびNAIAの選手らがそれぞれ各ディビジョンごとに選出されている。
カレッジ・バスケットボールでは1963年に初めてアカデミック・オールアメリカン・バスケットボールチームが選出された。

## 脚註
1. 1 2  Men's Basketball All-Americans
2. ↑  “2009–10 NCAA Statistics Policies(updated 9/2/2009)”.  National Collegiate Athletic Association (2009年9月2日). 2010年5月21日時点のオリジナルよりアーカイブ。2010年9月26日閲覧。
3. ↑  2024年分が当年11月17日現在ないため、2023年分のデータ。選出回数・選手数は2024年の最新版である。